# پسران به علاوه نه
پسران به علاوه نه (انگلیسی: Plus Nine Boys؛‏ کره‌ای: 아홉수 소년) یک مجموعه تلویزیونی محصول کره جنوبی در سال ۲۰۱۴ با بازی کیم یونگ کوانگ، یوک سونگ جه، اوه جونگ سه و چوی رو وون است. این مجموعه از ۲۹ اوت تا ۱۱ اکتبر ۲۰۱۴، روزهای جمعه و شنبه ساعت ۲۰:۴۵ (کی‌اس‌تی) از تی‌وی‌ان پخش شد.
داستان این مجموعه دربارهٔ چهار مرد است که هر کدام در عشق با چالش‌های متفاوتی روبرو می‌شوند و در آستانه یک دهه جدید در زندگی‌شان قرار دارند.

## بازیگران

### اصلی
- اوه جونگ سه در نقش گو کوانگ سو
- کیم یونگ کوانگ در نقش گو کانگ جین گو
- یوک سونگ جه در نقش گو کانگ مین گو[۲]
- چوی رو وون در نقش گو کانگ دونگ گو